# Eleições europeias de 2014 em Setúbal

## Resultados Oficiais
| Partido                 | Partido                               | Votos   | %               | +/-   |
| ----------------------- | ------------------------------------- | ------- | --------------- | ----- |
|                         | Partido Socialista                    | 10 307  | 29,76 / 100,00  | 6,49  |
|                         | Coligação Democrática Unitária        | 8 429   | 24,34 / 100,00  | 4,49  |
|                         | Aliança Portugal                      | 5 704   | 16,47 / 100,00  | 11,49 |
|                         | Partido da Terra                      | 2 224   | 6,42 / 100,00   | 5,72  |
|                         | Bloco de Esquerda                     | 2 171   | 6,27 / 100,00   | 9,86  |
|                         | Partido pelos Animais e pela Natureza | 901     | 2,60 / 100,00   | Novo  |
|                         | LIVRE                                 | 885     | 2,56 / 100,00   | Novo  |
|                         | PCTP/MRPP                             | 750     | 2,17 / 100,00   | 0,67  |
|                         | Outros                                | 994     | 2,86 / 100,00   |       |
| Votos Inválidos         | Votos Inválidos                       | 2 268   | 6,55 / 100,00   | 0,19  |
| Total                   | Total                                 | 34 633  | 100,00 / 100,00 |       |
| Eleitorado/Participação | Eleitorado/Participação               | 103 436 | 33,48 / 100,00  | 2,59  |

## Resultados por Freguesia
Os resultados seguintes referem-se aos partidos que obtiveram mais de 1,00% dos votos:
| Freguesia                          | %     | %     | %     | %    | %    | %    | %    | %    | Votantes |
| Freguesia                          | PS    | CDU   | AP    | MPT  | BE   | PAN  | L    | PCTP | Votantes |
| ---------------------------------- | ----- | ----- | ----- | ---- | ---- | ---- | ---- | ---- | -------- |
| Azeitão (São Lourenço e São Simão) | 26,84 | 20,59 | 20,71 | 7,46 | 5,95 | 2,72 | 2,93 | 1,92 | 5 630    |
| Gâmbia-Pontes-Alto da Guerra       | 27,85 | 34,92 | 11,81 | 4,97 | 4,35 | 2,60 | 1,58 | 2,32 | 1 770    |
| Sado                               | 28,71 | 43,34 | 6,66  | 3,48 | 3,88 | 1,06 | 1,16 | 3,18 | 1 982    |
| São Sebastião                      | 32,05 | 26,34 | 11,59 | 6,57 | 6,96 | 2,88 | 2,18 | 2,54 | 13 036   |
| Setúbal                            | 29,11 | 19,31 | 21,99 | 6,47 | 6,34 | 2,51 | 3,15 | 1,69 | 12 215   |
| Setúbal                            | 29,76 | 24,34 | 16,47 | 6,42 | 6,27 | 2,60 | 2,56 | 2,17 | 34 633   |

#### Azeitão
| Partido                 | Partido                               | Votos  | %               |
| ----------------------- | ------------------------------------- | ------ | --------------- |
|                         | Partido Socialista                    | 1 511  | 26,84 / 100,00  |
|                         | Aliança Portugal                      | 1 166  | 20,71 / 100,00  |
|                         | Coligação Democrática Unitária        | 1 159  | 20,59 / 100,00  |
|                         | Partido da Terra                      | 420    | 7,46 / 100,00   |
|                         | Bloco de Esquerda                     | 335    | 5,95 / 100,00   |
|                         | LIVRE                                 | 165    | 2,93 / 100,00   |
|                         | Partido pelos Animais e pela Natureza | 153    | 2,72 / 100,00   |
|                         | PCTP/MRPP                             | 108    | 1,92 / 100,00   |
|                         | Outros                                | 179    | 3,18 / 100,00   |
| Votos Inválidos         | Votos Inválidos                       | 434    | 7,71 / 100,00   |
| Total                   | Total                                 | 5 630  | 100,00 / 100,00 |
| Eleitorado/Participação | Eleitorado/Participação               | 14 996 | 37,54 / 100,00  |

#### Gâmbia - Pontes - Alto da Guerra
| Partido                 | Partido                               | Votos | %               | +/-  |
| ----------------------- | ------------------------------------- | ----- | --------------- | ---- |
|                         | Coligação Democrática Unitária        | 618   | 34,92 / 100,00  | 3,73 |
|                         | Partido Socialista                    | 493   | 27,85 / 100,00  | 5,64 |
|                         | Aliança Portugal                      | 209   | 11,81 / 100,00  | 5,95 |
|                         | Partido da Terra                      | 88    | 4,97 / 100,00   | 4,14 |
|                         | Bloco de Esquerda                     | 77    | 4,35 / 100,00   | 6,75 |
|                         | Partido pelos Animais e pela Natureza | 46    | 2,60 / 100,00   | Novo |
|                         | PCTP/MRPP                             | 41    | 2,32 / 100,00   | 0,11 |
|                         | LIVRE                                 | 28    | 1,58 / 100,00   | Novo |
|                         | Outros                                | 44    | 2,50 / 100,00   |      |
| Votos Inválidos         | Votos Inválidos                       | 126   | 7,11 / 100,00   | 3,22 |
| Total                   | Total                                 | 1 770 | 100,00 / 100,00 |      |
| Eleitorado/Participação | Eleitorado/Participação               | 4 755 | 37,22 / 100,00  | 1,31 |

#### Sado
| Partido                 | Partido                               | Votos | %               | +/-  |
| ----------------------- | ------------------------------------- | ----- | --------------- | ---- |
|                         | Coligação Democrática Unitária        | 859   | 43,34 / 100,00  | 1,05 |
|                         | Partido Socialista                    | 569   | 28,71 / 100,00  | 6,00 |
|                         | Aliança Portugal                      | 132   | 6,66 / 100,00   | 4,15 |
|                         | Bloco de Esquerda                     | 77    | 3,88 / 100,00   | 9,16 |
|                         | Partido da Terra                      | 69    | 3,48 / 100,00   | 2,98 |
|                         | PCTP/MRPP                             | 63    | 3,18 / 100,00   | 0,55 |
|                         | LIVRE                                 | 23    | 1,16 / 100,00   | Novo |
|                         | Partido pelos Animais e pela Natureza | 21    | 1,06 / 100,00   | Novo |
|                         | Outros                                | 63    | 3,18 / 100,00   |      |
| Votos Inválidos         | Votos Inválidos                       | 106   | 5,34 / 100,00   | 0,28 |
| Total                   | Total                                 | 1 982 | 100,00 / 100,00 |      |
| Eleitorado/Participação | Eleitorado/Participação               | 4 826 | 41,07 / 100,00  | 0,48 |

#### São Sebastião
| Partido                 | Partido                               | Votos  | %               | +/-   |
| ----------------------- | ------------------------------------- | ------ | --------------- | ----- |
|                         | Partido Socialista                    | 4 178  | 32,05 / 100,00  | 7,91  |
|                         | Coligação Democrática Unitária        | 3 434  | 26,34 / 100,00  | 5,26  |
|                         | Aliança Portugal                      | 1 511  | 11,59 / 100,00  | 12,83 |
|                         | Bloco de Esquerda                     | 907    | 6,96 / 100,00   | 10,38 |
|                         | Partido da Terra                      | 857    | 6,57 / 100,00   | 5,90  |
|                         | Partido pelos Animais e pela Natureza | 375    | 2,88 / 100,00   | Novo  |
|                         | PCTP/MRPP                             | 331    | 2,54 / 100,00   | 0,80  |
|                         | LIVRE                                 | 284    | 2,18 / 100,00   | Novo  |
|                         | Outros                                | 373    | 2,85 / 100,00   |       |
| Votos Inválidos         | Votos Inválidos                       | 786    | 6,03 / 100,00   | 0,36  |
| Total                   | Total                                 | 13 036 | 100,00 / 100,00 |       |
| Eleitorado/Participação | Eleitorado/Participação               | 44 332 | 29,41 / 100,00  | 2,22  |

#### Setúbal
| Partido                 | Partido                               | Votos  | %               |
| ----------------------- | ------------------------------------- | ------ | --------------- |
|                         | Partido Socialista                    | 3 556  | 29,11 / 100,00  |
|                         | Aliança Portugal                      | 2 686  | 21,99 / 100,00  |
|                         | Coligação Democrática Unitária        | 2 359  | 19,31 / 100,00  |
|                         | Partido da Terra                      | 790    | 6,47 / 100,00   |
|                         | Bloco de Esquerda                     | 775    | 6,34 / 100,00   |
|                         | LIVRE                                 | 385    | 3,15 / 100,00   |
|                         | Partido pelos Animais e pela Natureza | 306    | 2,51 / 100,00   |
|                         | PCTP/MRPP                             | 207    | 1,69 / 100,00   |
|                         | Outros                                | 335    | 2,76 / 100,00   |
| Votos Inválidos         | Votos Inválidos                       | 816    | 6,68 / 100,00   |
| Total                   | Total                                 | 12 215 | 100,00 / 100,00 |
| Eleitorado/Participação | Eleitorado/Participação               | 34 527 | 35,38 / 100,00  |